# 솔차바

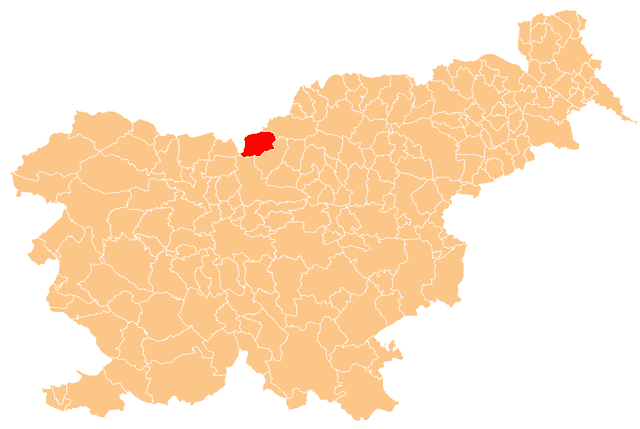
솔차바의 위치

솔차바(슬로베니아어: Solčava, 독일어: Sulzbach 줄츠바흐[*])는 슬로베니아의 도시로 면적은 102.8km2, 높이는 643m, 인구는 548명(2002년 기준), 인구 밀도는 5.3명/km2이다.